# Lossing
De Lossing (vroeger ook Émissaire) of het Afleidingskanaal van de Abeek is een kunstmatig gegraven uitwateringskanaal in de Belgisch-Limburgse gemeenten Bocholt en Kinrooi.

## Geschiedenis
Aan de landsgrens van de plaatsen Lozen, Bocholt, Beek en Molenbeersel ging de Vlakte van Bocholt oorspronkelijk over in een uitgestrekt moeras. In 1865 werden de gemeenten verplicht om hun gemeenschappelijke woeste grond te ontginnen en geschikt te maken voor landbouw of bosbouw.  Gezien de gemeentebesturen wegens onvoldoende financiële middelen geen initiatief namen om de moerassen droog te leggen werd het gebied in 1865 verkocht aan de Banque générale pour favoriser l'Agriculture et les Travaux Publics, die het zou droogleggen. Daartoe moest het waterpeil van de bestaande afvoerweg Abeek lager worden. De Nederlandse overheid weigerde daartoe de stuw aan de Uffelse Molen op te heffen en zodoende zag de maatschappij zich verplicht om een nieuw afvoerkanaal op Belgisch grondgebied te graven van het Stamprooierbroek in Lozen-Bocholt tot aan de Maas in Ophoven.
De Lossing werd gegraven in 1865-6 met een bodembreedte van drie meter. Het moest drie laagtes afwateren: die van de Tungelroyse Beek (in Lozen en Bocholt), Abeek (in Beek en Molenbeersel) en Itterbeek (in Kinrooi). De nieuwe watergang lag beneden deze rivieren en zorgde in deze gebieden dus voor een grotere afvoer. Het water werd aanvankelijk in de Witbeek geloosd, maar overstromingen (jaren 1880) vereisten dat het rechtstreeks in de Maas geleid werd. Daartoe werd de Lossing doorgetrokken naar Ophoven (1888).
Toch vielen de Beerseler broeken niet volledig droog; in Lozen werd er zo veel water opgenomen dat naar de Tungelroyse Beek moest blijven vloeien, dat in Molenbeersel te weinig afwateringscapaciteit overbleef. Het probleem werd pas opgelost toen Nederland de aangrenzende zones ging ontginnen en omzetten in landbouwgrond door het graven van "de Raam" (1930) en het opheffen van de stuw bij de Uffelse Molen door het afkopen van de molenrechten (1961).
Het niveau van de Abeek / Uffelse beek kon zo verlaagd worden en het water kon door de oude Abeekbedding over Nederlands grondgebied afgevoerd worden naar de Maas in plaats van naar de Maas in Ophoven. De oorspronkelijke reden voor de aanleg van de Lossing was daardoor weggenomen. De overbodig geworden Lossing kreeg een nieuwe bestemming: het water van de Abeek afvoeren naar Ophoven.  Door ingrepen in de tweede helft van de jaren 1960 werden de beddingen van de Lossing en de de Abeek omgewisseld. Het water van de Abeek wordt via de gegraven bedding van de Lossing afgevoerd naar de Maas in Ophoven en door de natuurlijke vallei van de Abeek stroomt het water van de Lossing naar de Uffelse beek (de Nederlandse naam van de Abeek).

## Verloop
De Lossing sluit aan op de Lozerbroeksbeek vlak bij de Priorij van Klaarland. Langsheen de landsgrens bereikt ze het Stramprooierbroek. Pas voorbij de Broekmolen mocht de lagere Lossing de bedding van de Abeek, en dus ook de afwatering van de zijrivieren in dit gedeelte, overnemen. De Abeek kreeg een nieuwe bedding hogerop, nl. ten westen (via "Woutershof"), over de oude bedding (op "de Zèg") en ten noorden (via "de Makkenschans"). Toen de Abeek tot hetzelfde niveau zakte, kon men op "de Zèg" beide beddingen "aan elkaar knopen". Sindsdien loopt de Abeek er verder in de Lossing, en vice versa.
Aan de Weertersteenweg verlaat de Lossing de oude bedding van de Abeek. Ze buigt af naar het zuiden, doorheen de voormalige moerassen "de Goort" en "de Pakensbeemd". Bij Kinrooi wendt ze zich naar het oosten. De sifons onder de Itterbeek (Kinrooi) en Witbeek (Geistingen) werden in de jaren 1980 vervangen door resp. een gelijkvloerse kruising en een aquaduct. De oude monding (Witbeek), stroomopwaarts van 't Meulke, bestaat vandaag nog. De nieuwe monding van de gegraven Lossing in de Maas ligt nabij De Spaenjerd in Ophoven.